# Шашоки
Шашоки (біл. вёска Шашокі) — село в складі Вілейського району Мінської області, Білорусь. Село підпорядковане Хотеньчицькій сільській раді, розташоване в північній частині області.

## Історія
У 1921–1945 роках фільварок знаходилось у Польщі, у Вільнюській губернії, Вілейського повіту, гміні Хотеньчиці.

## Населення
- 1866 рік - 18 люди, 3 будинки[1]
- 1921 рік - 23 люди, 3 будинки[2].
- 1931 рік - 29 люди, 3 будинки[3].